# Apogon pallidofasciatus
Apogon pallidofasciatus es una especie de pez de la familia de los apogónidos en el orden de los perciformes.

## Morfología
Los machos pueden llegar a alcanzar los 7 cm de longitud total.

## Distribución geográfica
Es una especie endémica de Australia.